# Insurrection dans le sud-est du Nigeria
 (juin 2023).
La mise en forme du texte ne suit pas les recommandations de Wikipédia : il faut le « wikifier ».
Les points d'amélioration suivants sont les cas les plus fréquents. Le détail des points à revoir est peut-être précisé sur la page de discussion.
- Les titres sont pré-formatés par le logiciel. Ils ne sont ni en capitales, ni en gras.
- Le texte ne doit pas être écrit en capitales (les noms de famille non plus), ni en gras, ni en italique, ni en « petit »…
- Le gras n'est utilisé que pour surligner le titre de l'article dans l'introduction, une seule fois.
- L'italique est rarement utilisé : mots en langue étrangère, titres d'œuvres, noms de bateaux, etc.
- Les citations ne sont pas en italique mais en corps de texte normal. Elles sont entourées par des guillemets français : « et ».
- Les listes à puces sont à éviter, des paragraphes rédigés étant largement préférés. Les tableaux sont à réserver à la présentation de données structurées (résultats, etc.).
- Les appels de note de bas de page (petits chiffres en exposant, introduits par l'outil «  Source ») sont à placer entre la fin de phrase et le point final[comme ça].
- Les liens internes (vers d'autres articles de Wikipédia) sont à choisir avec parcimonie. Créez des liens vers des articles approfondissant le sujet. Les termes génériques sans rapport avec le sujet sont à éviter, ainsi que les répétitions de liens vers un même terme.
- Les liens externes sont à placer uniquement dans une section « Liens externes », à la fin de l'article. Ces liens sont à choisir avec parcimonie suivant les règles définies. Si un lien sert de source à l'article, son insertion dans le texte est à faire par les notes de bas de page.
- La présentation des références doit suivre les conventions bibliographiques. Il est recommandé d'utiliser les modèles {{Ouvrage}}, {{Chapitre}}, {{Article}}, {{Lien web}} et/ou {{Bibliographie}}. Le mode d'édition visuel peut mettre en forme automatiquement les références.
- Insérer une infobox (cadre d'informations à droite) n'est pas obligatoire pour parachever la mise en page.

Pour une aide détaillée, merci de consulter Aide:Wikification.
Si vous pensez que ces points ont été résolus, vous pouvez retirer ce bandeau et améliorer la mise en forme d'un autre article.
Crise dans le delta du Niger
L’insurrection dans le sud-est du Nigeria, aussi appelée crise d'Orlu à ses débuts, est un conflit armé qui a éclaté dans la ville d'Orlu, dans l'État d'Imo, au Nigeria, le 22 janvier 2021, lorsque l'armée nigériane a tenté d'écraser l'aile paramilitaire du Peuple indigène du Biafra (IPOB), l'Eastern Security Network (ESN). Le conflit s'est intensifié après que l'ESN a réussi à repousser la poussée initiale de l'armée nigériane, mais l'IPOB a mis fin à la crise initiale en retirant unilatéralement l'ESN d'Orlu. Après quelques semaines de calme, le Nigeria a lancé une offensive militaire dans la région pour détruire l'ESN. Le 19 février 2021, l'IPOB déclare que depuis la veille, un état de guerre existe entre le Nigeria et le Biafra. Trois semaines plus tard, un autre groupe séparatiste déclare la formation d'un gouvernement intérimaire biafrais, qui est ensuite approuvé par l'IPOB. Depuis lors, les séparatistes biafrais ont commencé à former des alliances avec d'autres groupes séparatistes au Nigeria et au Cameroun. Malgré ces développements, les séparatistes ont affirmé que leurs opérations militantes visaient principalement à défendre les communautés locales contre les éleveurs armés et les bandits plutôt qu'à combattre le gouvernement nigérian. Fin juin, le leader de l'IPOB, Nnamdi Kanu, a été arrêté par Interpol et remis aux autorités nigérianes.

## Contexte
En 1967, des séparatistes du sud-est du Nigeria ont proclamé la formation du Biafra. La guerre civile nigériane qui s'ensuivit dura deux ans et demi, fit plus d'un million de morts et se termina par la défaite du Biafra. Au cours des décennies suivantes, le Nigeria a continué à souffrir de l'instabilité et des révoltes régionales, mais le séparatisme du Biafra est resté pratiquement inactif jusqu'aux années 2000,. Certaines communautés du delta du Niger, comme le peuple Ijaw, ont même intégré le sentiment anti-Biafra dans leurs propres récits populaires, étant donné qu'elles s'étaient pour la plupart rangées du côté du gouvernement central pendant la guerre civile nigériane.
À partir des années 1990, un nombre croissant d'habitants du sud-est du Nigeria, tels que les Igbo et les natifs du delta du Niger, se sont sentis marginalisés par le gouvernement central nigérian, ce qui a donné lieu à un violent conflit dans le delta du Niger. Cette situation a entraîné un violent conflit dans le delta du Niger, et des communautés auparavant hostiles au Biafra, comme les Ijaw, ont commencé à réévaluer leur engagement envers le Nigeria, ce qui, conjugué à la désaffection des jeunes due au chômage élevé, a contribué à une résurgence du nationalisme biafrais dans tout le sud-est du pays. Alors que la plupart des dirigeants politiques locaux ont pris leurs distances avec le séparatisme, les nationalistes biafrais radicaux se sont organisés au sein du groupe sécessionniste IPOB,. Parmi les autres groupes biafrais intransigeants figurent le Mouvement pour l'actualisation de l'État souverain du Biafra (MASSOB), la Ligue des nations biafra (BNL ; initialement connue sous le nom de Ligue de la jeunesse des nations biafra / BNYL), et la Garde nationale biafra (BNG). Cette dernière a déjà déclaré la guerre à l'armée nigériane en 2017.
Dans le même temps, les Nigérians sont devenus mécontents car le gouvernement central n'a pas réussi à réprimer l'insurrection destructrice de Boko Haram ni le banditisme dans le nord, tandis que les forces de sécurité nigérianes ont été accusées de corruption, d'inefficacité et d'abus. Les journalistes Cai Nebe et Muhammad Bello ont affirmé que "des pans entiers du Nigéria restent quasiment ingouvernables" depuis la seconde présidence de Muhammadu Buhari. Les tensions dans le sud-est ont continué à augmenter après que l'économie locale, fortement dépendante de l'exportation de pétrole, a souffert de la faiblesse des prix du pétrole à l'échelle mondiale. En 2020, l'IPOB a réussi à rallier de nombreux partisans à sa cause, bien que les sondages aient montré que le séparatisme biafrais n'était pas largement soutenu dans le sud-est ; des groupes non membres de l'IPOB ont également commencé à soutenir le séparatisme, comme la Niger Delta People's Salvation Force (Force de salut du peuple du delta du Niger) dirigée par le "seigneur de guerre" Asari-Dokubo. Toutefois, des tensions sont apparues au sein du mouvement séparatiste biafrais, Kanu ayant été accusé d'intolérance à l'égard des non-Juifs. Le leader de l'IPOB s'identifie comme juif et affirme que le judaïsme est la religion traditionnelle des Igbo.
En août 2020, les forces de police nigérianes se sont rendues à une réunion de l'IPOB à Enugu et ont exécuté 21 membres de l'IPOB non armés, tuant deux policiers. Les deux parties se sont accusées mutuellement d'avoir tiré les premiers coups de feu. À la suite de cet incident, l'IPOB a promis de riposter et a appelé ses membres à s'entraîner à l'autodéfense. Fin septembre, au moins deux soldats nigérians ont été tués lors d'affrontements avec des hommes armés non identifiés à Enugu ; toutefois, l'IPOB a nié toute implication, annonçant que "nous ne sommes pas armés et n'avons pas l'intention de prendre les armes".
Le 12 décembre 2020, Kanu annonce la formation de l'ESN pour protéger les Igbos contre les pillards peuls. Peu enclin à tolérer la formation d'une organisation paramilitaire non sanctionnée par l'État sur son territoire, le gouvernement nigérian a déployé l'armée pour localiser les camps de l'ESN deux semaines plus tard.

## La crise d'Orlu (22-28 janvier 2021)
Le 22 janvier 2021, des soldats nigérians ont envahi Orlu à la recherche d'agents de l'ESN. Huit bâtiments ont été incendiés et une personne a été tuée au cours des événements qui ont suiv. Les forces de sécurité ont réinvesti la zone trois jours plus tard, affrontant l'ESN et tuant au moins cinq personnes[39] avant d'être repoussées par l'ESN. Quatre soldats nigérians ont été tués au cours des combats. L'armée nigériane s'est retirée et, dans les jours qui ont suivi, des avions et des hélicoptères de l'armée de l'air nigériane ont été déployés pour rechercher les agents de l'ESN à Orlu et dans ses environs.
Le 28 janvier, plus de 400 soldats nigérians sont déployés pour chasser l'ESN et les autorités décrètent un couvre-feu qui est brutalement appliqué. Plus tard, le même jour, Nnamdi Kanu déclare un cessez-le-feu unilatéral et ordonne à l'ESN de se retirer d'Orlu pour se concentrer sur les raiders peuls. Kanu affirme que cette décision est fondée sur des renseignements qui révèlent que l'armée et la police ont accepté de se retirer également d'Orlu.

## Interlude
Pendant les combats, des policiers de l'État d'Imo ont été filmés en train de fouetter des civils, peut-être pour les punir d'avoir violé le couvre-feu. Après le cessez-le-feu, au moins dix policiers ont été arrêtés et le commissaire de police Nasiru Mohammed a condamné leur comportement.
Quelques jours après la crise d'Orlu, l'IPOB a donné à tous les gouverneurs du sud-est du Nigeria 14 jours pour interdire le pâturage en plein air, menaçant de déployer l'ESN pour faire respecter l'interdiction si les autorités ne le faisaient pas. L'ESN n'a toutefois pas attendu 14 jours ; quelques jours plus tard, ses agents ont attaqué un campement peul à Isuikwuato, dans l'État d'Abia, tuant le bétail et brûlant les maisons. À la suite de ce raid, certains gouverneurs ont répondu à l'appel de l'ESN en interdisant le pâturage.